# المطلة (أريحا)
المطلة أريحا قرية سورية تتبع ناحية محمبل في منطقة أريحا في محافظة إدلب. بلغ عدد سكانها 478 نسمة في عام 2004 حسب إحصاء المكتب المركزي للإحصاء.